# Michael Milner
Arthur James Michael Milner (12 septembre 1923 - 20 août 2003) est un avocat britannique et homme politique travailliste.

## Biographie
Milner est le fils unique de James Milner et est né à Leeds en 1923. Il fait ses études à Oundle School et à Trinity Hall, Cambridge, avec une interruption de quatre ans, lorsqu'il sert dans la Royal Air Force en tant que lieutenant d'aviation. Il est diplômé d'un Master of Arts en 1948, travaillant alors comme avocat dans son entreprise familiale. En juillet 1967, il hérite du titre de son père.
Milner est adjoint au whip travailliste de 1971 à 1974 et quitte son poste lorsque Harold Wilson redevient premier ministre. Après la loi de 1999 sur la Chambre des Lords, il est l'un des 92 pairs héréditaires élus pour rester à la Chambre des lords, une référence à son soutien continu au Parti travailliste et à son père. Il est également membre de la Worshipful Company of Clothworkers et trésorier honoraire de la Society of Yorkshiremen à Londres entre 1967 et 1970.

## Mariage et enfants
Milner s'est marié deux fois. Il épouse Sheila Margaret Hartley le 31 mars 1951. Ils ont trois enfants  :
- Geraldine Jane Milner (née le 24 novembre 1954)
- Meredith Ann Milner (née le 28 septembre 1956, décédée le 31 décembre 1993)
- Richard James Milner, 3e baron Milner de Leeds (né le 16 mai 1959)

Après la mort de sa femme en 2000, Milner épouse Helen Cutting Wilmerding en 2002. Milner est décédé en 2003 à l'âge de 79 ans et est remplacé dans la baronnie par son fils unique Richard.